# Vía X
Vía X es un canal de televisión por suscripción chileno operado por la productora Filmocentro Televisión y propiedad de TVI. Fue fundado el 7 de octubre de 1994 y se encuentra transmitiendo desde marzo de 1995, teniendo una programación basada en la emisión de vídeos musicales y programas de entretención.

## Historia
Vía X empezó sus transmisiones en 1995, como sucesor de Cable Clip, canal musical exclusivo de TV Cable Intercom que emitía videoclips, eventos y algunos programas de Telemúsica Internacional y MuchMusic, debido a que dicho canal vio afectada su existencia debido a la llegada de MTV Latinoamérica. El canal empezó transmitiendo videoclips nacionales e internacionales, sirviendo de ventana para que bandas y agrupaciones independientes mostraran sus producciones musicales. También transmitió en diferido algunos conciertos de artistas internacionales que se hubieran realizado en Santiago mediante un acuerdo conjunto con TV Cable Intercom y DG Medios, por ejemplo Vive Latino Chile 2007, Crush Power Music 2008 y 2009, o los recitales de Black Eyed Peas, Alanis Morissette, Snoop Dogg, Ska-P, Faith No More, Soda Stereo, entre otros.[cita requerida]
El 9 de agosto de 2011, Vía X lanzó un canal en alta definición, que posteriormente cambió su nombre a Vía X 2.

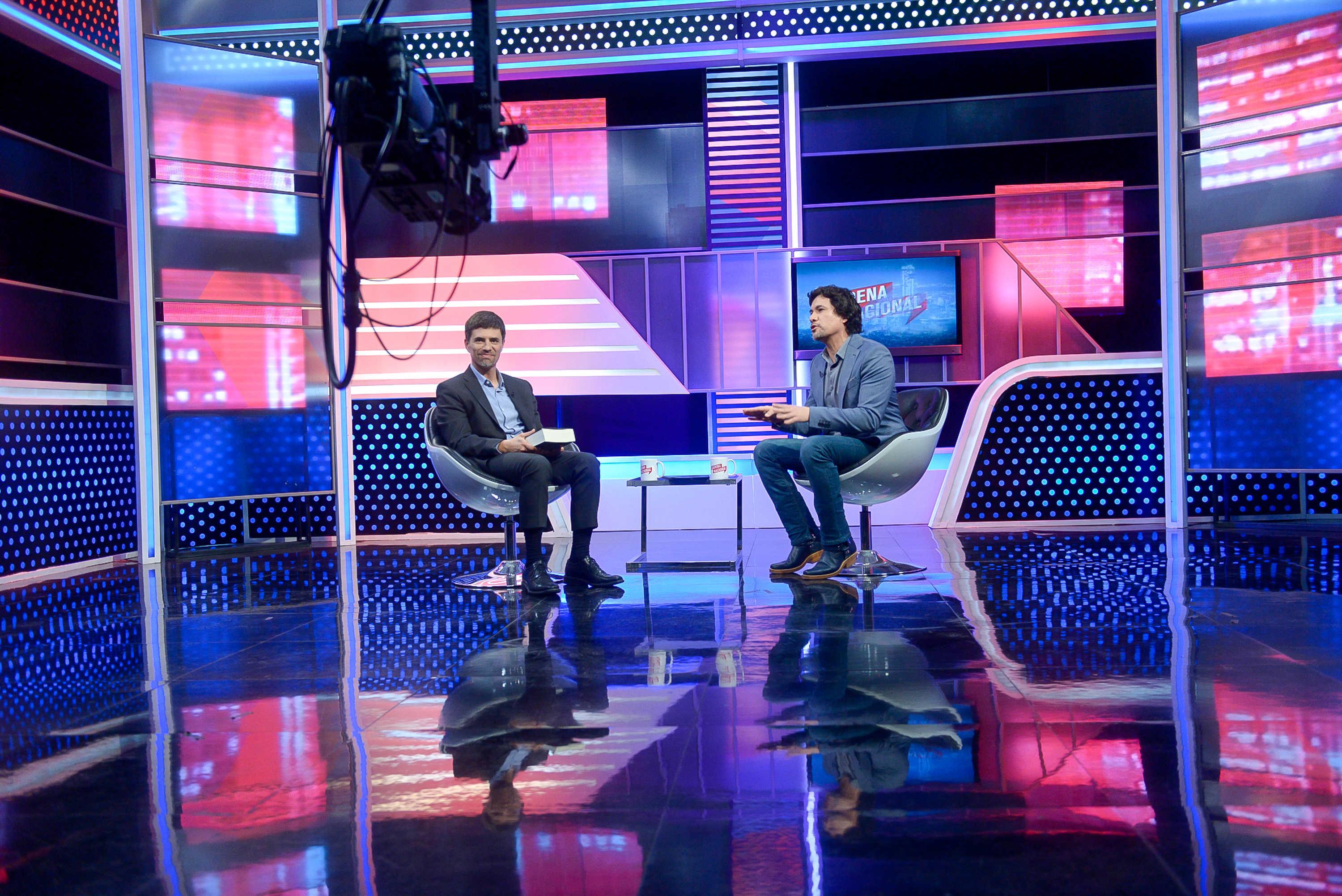
Grabaciones del programa Cadena nacional, uno de los más populares del canal, desde sus inicios en 2006.

Hasta mediados de 2013, su programación consistía en la emisión de programas de producción original relacionados con música, cine y tendencias juveniles, noticias, comedia, deportes y vídeos musicales de corte alternativo, con un fuerte énfasis en el rock chileno. A finales de 2013, comienza con la emisión de series de televisión y vídeos musicales de origen surcoreano, además de programas relacionados con la UFC, dándole un gran giro a la señal, enviando parte de su programación a Vía X 2.[cita requerida]
El 29 de enero de 2016, ocurrió el denominado «viernes negro de Vía X», debido a que el canal despidió a algunos presentadores y debió evaluar la continuidad de algunos programas para adaptarse a la situación económica que poseían. El 17 de febrero de 2016, la cableoperadora VTR comunicó a sus clientes la pronta eliminación de las señales de TVI, que incluían a Vía X, Vía X 2, Zona Latina y ARTV a partir del 18 de abril de ese año por una caída considerable de audiencia. Poco tiempo después de tomada la decisión por parte de la operadora, se transformó en un hecho mediático, mientras TVI se pronunció enviando el caso a la justicia. VTR fue denunciada en la Fiscalía Nacional Económica de Chile (FNE) y a través de una declaración pública, los afectados de esa situación aseguraron que la decisión de la operadora era unilateral y arbitraria, ya que mantenían un contrato vigente. Finalmente, el 23 de febrero de 2016, el 22° Juzgado Civil de Santiago de Chile determinó que VTR debía continuar con la emisión de esos canales.
Si bien TVI continuó el contrato vigente hasta el 30 de septiembre de 2018 con VTR, la empresa informó que una ruptura entre las dos compañías representaría un riesgo la continuidad de Vía X, debido a que esa operadora representaba el 37% de las ventas de TVI y pondría a este último en una posible quiebra. Posteriormente, continuaron por medio de negociaciones las relaciones entre las dos empresas pero fracasaron ya que Luis Venegas, el dueño de Filmocentro, esperaba que VTR continuase con la emisión de todos los canales del grupo, mientras VTR pretendía solamente dejar Vía X, Vía X 2 y ARTV, dejando fuera del aire a Zona Latina por malos resultados de audiencia. Sin embargo, dicha operadora de televisión decidió continuar con el litigio y, el 11 de abril de 2016, el 22º Juzgado civil de Santiago de Chile, estimó que VTR podría reemplazar a Vía X y el resto de canales propiedad de Filmocentro, quienes dieron a conocer que apelarían la decisión del magistrado.
Tras todo el proceso legal, el 13 de mayo de 2016, el 22° Juzgado Civil decidió revocar la orden que obligaba a VTR impedir el reemplazo de los canales, entre las que se incluía a Vía X, ya que se dio a conocer que realmente Filmocentro Televisión no estuvo dispuesto a negociar con la operadora de forma adecuada según Francisco Guijón, el gerente de programación de VTR en declaraciones ratificadas por la corte, intentando comercializar a VTR la venta a conjunta de todos los canales a un precio diferente del contrato original. La corte dio 60 días a VTR para sacar del aire a Vía X y los otros canales desde la entrega del litigio. El 6 de julio, Rodrigo Gil, abogado de TVI, decidió llevar el caso al Tribunal de Defensa de la Libre Competencia (TDLC), como última opción, con la premisa de continuar con la emisión de los canales mientras se estudiaba el litigio como ya había ocurrido anteriormente, sin embargo, el 8 de ese mismo mes el TDLC decidió no acoger la demanda.
Durante la madrugada del 13 de julio de 2016, VTR retiró definitivamente a Vía X, reemplazándola por Sundance Channel. Posterior a la resolución judicial, las ganancias del canal disminuyeron en más de 265 millones de pesos mensuales, y debido a esto varios programas debieron ser reestructurados o cancelados, como fue el caso de Campo Minado, Keipop, entre otros. Además, se registraron despidos masivos desde el 12 de agosto de ese año. Para aminorar las dificultades económicas del canal y demás señales, se formó un comité integrado por el economista y antiguo superintendente de valores y seguros, Guillermo Larraín; el ingeniero civil industrial de la Universidad Católica de Chile, Axel Christensen y el abogado Arturo Vergara. Tras esto, el 10 de abril de 2018, el Tribunal de Defensa de la Libre Competencia determinó que Vía X y sus canales hermanos no volverían a VTR y que tampoco recibirían una indemnización. Finalmente después de tres años, Vía X volvió a la grilla programática de VTR el 16 de agosto de 2019.

## Programación

#### Años 1990
- Afro X: Videoclips de música afroamericana conducido por la videojockey Annie Mellon.[31]
- Britania: Videoclips provenientes de Reino Unido, conducido por Blanca Lewin.
- Carne Molida: Programa dedicado a videoclips de Heavy metal, conducido por Rodrigo Ramos.
- Cielo X: Ranking musical, conducido por Camila Gallardo, Esteban Abdala, Jean Pierre Endre, Javiera Contador, Annie Mellon, Francisca Merino, Fernanda Urrejola y Pia Cichero.
- Clásicos: Videoclips de los años 1980, conducido por Rodolfo Roth.
- Día X: late show animado por Ramiro Muñoz.
- Primera Fila: Programa en donde se emitían conciertos tanto grabados por el canal como en estudio, animado por Sergio Rodríguez.
- Rayo X musicales: Presentado por Esteban Abdala y Fernando Mujica.
- Rocket: Programa conducido por Álvaro Escobar y más tarde Lulú Rosasco.
- Vía directa: Espacio conducido por Ignacio Franzani, Pia Cichero, Alejandro Dapremont, Fernando Salinas, Esteban Abdala, Camila Gallardo y Annie Mellon.
- X bits: Espacio de música electrónica, conducido por Fernando Lasalvia.
- X-Clips: Programa de videoclips de variados géneros, conducido por Felipe y Lulú Rosasco, Jean Pierre Endre, Matilda Svensson y Daniel Ocqueteau.
- Vía Chile: Vídeos musicales de artistas nacionales conducido por Paula Hinojosa.
- Factor X: Programa de verano donde se emitían videoclips desde distintos balnearios de la V Región, conducido por Annie Mellon, Blanca Lewin, Fernando Mujica y Daniel Ocqueteau.

#### Años 2000
- Gente común: Programa de conversación y cultura, conducido por Jorge Denegri (2001).
- Contexto: Espacio de actualidad, conducido por Esteban Abdala.
- Xports: Programa de deportes.
- Xtreets: Programa de Música Urbana.
- Página X: Actualidad y cultura pop, conducido por José Miguel Villouta.
- Rockaxis TV: Espacio dedicado al Rock, conducido por Alfredo Lewin.
- Emergencia: Música, propuestas musicales.
- Collage: Conducido por Verónica Calabi (2005-2006).
- Periodistas: Reality show conducido por Verónica Calabi.
- SCA: Fue un exitoso espacio de stand up comedy donde diferentes comediantes relataban monólogos frente a una audiencia, debido al éxito se prolongó por cuatro temporadas, desde 2005 y finalizando en 2007 por problemas económicos. Posteriormente Chilevisión replicó el programa con gran parte del equipo original en El club de la comedia (2007-2014).[32][33]
- Rockroad: Conducido por el ex Soda Stereo, Zeta Bosio.
- El interruptor: Programa talk show, conducido por José Miguel Villouta, Carolina Urrejola, la travesti Heather y Fernanda Hansen. (2002-2005).
- Bikini: Programa talk show, conducido por José Miguel Villouta, Vanessa Miller y Verónica Calabi (2005-2006)[34]
- Marcha blanca: entrevistas, conducido por Blanca Lewin (2003).[35]
- Cabra chica gritona: Espacio juvenil presentado por las comediantes Jenny Carvallo y Natalia Valdebenito (2004-2006).[36]
- Canal Copano: Programa de humor, conversación y participación tecnológica, conducido por los hermanos Nicolás y Fabrizio Copano. (2007-2008). Sin embargo, luego de su adiós al canal, ambos replicaron con su otro programa, Conspiración Copano, pero con un estilo diferente al de este programa.
- Neoclásicos: videoclips de los años 1990 y 2000
- Noventas: videoclips de los años 1990, conducido por Humberto Sichel
- Ochentas: videoclips de los años 1980, conducido por Marisela Santibáñez y posteriormente por Humberto Sichel.
- Rock del fin del mundo: Programa de conversación con importantes músicos chilenos, desde el Bar Liguria de Santiago. Conducido por el periodista argentino Enrique Symns.
- VHS (Vídeos con Humberto Sichel): Programa de documentales musicales, conducido por Humberto Sichel (2007-2008).[37]
- X-Press: Programa informativo y opinión, de cultura y música, presentado por Ignacio Franzani, Humberto Sichel y Catalina Silva (2007-2011). Comenzó como un microespacio con cápsulas entre la programación[38]
- Blog TV: Programa de actualidad, tendencias, música y conversación, conducido por Humberto Sichel y Nara Back. (2008).
- Los sin Sello: Programa de música independiente, conducido por Paula Hinojosa.
- Mucha Tele: Espacio de humor y conversación, conducido por El Pelao Rodrigo y Pablo Reveco. (desde 2009 hasta mayo de 2012).
- Portal Noticias Televisión (PNTV): Programa humorístico que parodia estereotipos televisivos. (2009).
- El show del EDO: Espacio de humor, conducido por Eduardo Bertrán. (2006)
- La ruta del voto: Docureallity político conducido por Fernando Lasalvia sobre las elecciones presidenciales en Chile. (2009).[39]
- Del 5 al 1: Pequeño programa musical, donde se presentan los cinco temas más tocados en el canal, conducido por Catalina Silva.
- Talla 16: Espacio femenino juvenil, conducido por Millaray Viera.
- Vía Directa: Conducido por Esteban Abdala, Annie Mellon, Camila Gallardo, Fernando Salinas, Pía Cichero, Alejandro Dapremont "Chico Jano" y Ignacio Franzani. (2001-2005)
- Rompe!, ritmos urbanos: Programa de vídeos musicales centrado en artistas urbanos de pop, reguetón y dance, conducido por Carlos Mariano y Alba Quezada. (2008-2011).
- Chicas, no nos vienen con cuentos: Magacín preadolescente conducido por Catalina Silva y Nara Back. (2009).
- Super M: Programa en un comienzo dirigido al público femenino, para luego terminar siendo un programa de entrevistas, conducido (en su última etapa) por Patricio Cuevas y Mariela Sánchez.

#### Años 2010
- La mansión Rossa: Emitido desde el 8 de agosto de 2011 hasta el 18 de enero de 2012, fue un programa spin-off para jóvenes y adultos, basado en el programa educativo para niños El mundo del profesor Rossa, presentado por Iván Arenas (Profesor Rossa) junto a Claudio Moreno (Guru Guru) y Juan Alcayaga (Don Carter).[40]
- Gracias, no se molesten: Docureality de Ricardo Meruane durante el verano de 2012.[41]
- Los improvisadores: Versión chilena del programa británico Whose Line Is It Anyway?, presentado por Juan José Gurruchaga desde el 4 de enero de 2010 hasta el 31 de diciembre de 2011, aunque durante 2015 y 2016 se volvieron a repetir.[42]
- Ponte tú: Conducido por Ixa Llmabías, Monserrat Torrent y Eduardo Cruz Jarvis, hijo del expresentador de noticias de TVN Eduardo Cruz Johnson. (2001-2012).[43]
- Radar TV: programa que muestra videos entretenidos de YouTube conducido por Juan José Gurruchaga (2011).
- Esto se va a saber: Espacio de actualidad noticiosa donde los hechos son tomados con humor por el presentador argentino Ezequiel Campa (2013).[44]
- Bis: Sonido en Vivo: Espacio musical conducido por Verónica Calabi, posteriormente movido a Vía X 2. (desde 2008)
- Únicos: Programa documental donde se muestran biografías y presentaciones de famosos artistas como Michael Jackson y Madonna, conducido por Jessica Abudinen (2013-2014).
- Súper Bueno inicialmente denominado como Este programa es súper bueno: Fue un programa conducido por Wilma González, Branko Karlezi, Patricio Sotomayor, Víctor Aranda y Jorge "Pelotazo" Gómez (2012-2015).
- Moov: Espacio musical, conducido por Monserrat Torrent, movido a Vía X 2.[45]
- Más te Vale: Es un magacín informativo dedicado a temas alternativos como, cultura urbana, tecnologías, tendencias y cine, presentado por Valeria Ortega emitido desde el 1 de septiembre de 2014 y a partir del 6 de abril de 2015 trasladado a Vía X 2.[46][47]
- El descapotable: Inicialmente como una sección del programa Algo está pasando (2014) de Chilevisión, es un espacio donde se entrevistan diferentes celebridades en un automóvil descapotable por Amparo Hernández y Valeria Ortega en medio de las calles de Santiago de Chile (desde el 28 de junio de 2014).[48][42][48]
- Ciclovía: Ciclo de cine chileno con entrevistas a directores de cine. Presentado por Pablo Mackenna desde mayo de 2016.
- Alerta Temprana: Programa de debate presentado por la periodista Cony Stipicic de noviembre de 2015 a julio de 2016. Inicialmente iba los domingos, posteriormente pasó a ir en el prime de los días lunes.
- Campo minado: Espacio de humor presentado por Claudia Aldana, Valeria Ortega, Paloma Salas y Jani Dueñas, anteriormente por Natalia Valdebenito, esta última posteriormente despedida del programa, desde el 6 de abril de 2015.[49][50][51] Tiempo después, fue cancelado.
- Kei Pop: Programa musical de K-pop, además se presentaban datos y noticias sobre estrellas hallyu por la cantante Jennifer Boldt desde el 1 de diciembre de 2014, hasta su despido a mediados de 2016.[52][53]
- El Interruptor: Nueva versión del clásico espacio conducido por José Miguel Villouta. Debutó el 17 de mayo de 2016.
- Cracks, un show de selección: Espacio de noticias sobre el mundo del fútbol y principalmente la Selección Chilena, presentado por Iván Guerrero y Magdalena Grant, desde el 20 de marzo de 2017. Fue cancelado debido a la eliminación de la Selección Chilena del mundial Rusia 2018.
- No puede más: Cobertura de eventos institucionales y del mundo del espectáculo, cuyo eje sea la vida social. Presentado por Valeria Ortega
- Con las manos en la masa: Microespacio de entrevistas y cocina con personalidades del mundo de la política. Desde el segundo semestre de 2017. Cabe destacar que este espacio se estrena primero en el portal Viax.cl.
- Fea Latitud: Late-show cuyo eje central es el humor y juegos con los invitados, presentado por Iván Guerrero y el youtuber Beno Espinosa. Desde el 13 de noviembre de 2017.
- Un Día X (Primera Etapa): Programa en el que se repasan las principales efemérides del día relacionadas con la cultura popular de las décadas de 1980 a 1990, es presentado por Valeria Ortega y hasta agosto de 2016 por Víctor Aranda.[54]
- Séptimo Vicio: Espacio donde se presentan escenas míticas de películas, cortometrajes y entrevistas. Fue presentado por el periodista Gonzalo Frías desde 1998, como el programa más longevo de Vía X.[55]
- ¿Y qué pasó?: Espacio de humor y noticias abiertamente pro-LGBTI, con un formato similar al de Campo Minado, presentado por César Muñoz y Luis Aliste, conocidos por sus seguidores como "Las Gansas", desde el 6 de marzo de 2017.
- Quiero Start: Programa de videojuegos en vivo, conducido por Hi Franny y Carlyn Pérez Romero.
- Yu Win: Programa de tecnología, gadgets y videojuegos emitido en vivo, presentado por Vito Martínez, Hi Franny y Carlyn Pérez Romero. desde el 14 de marzo de 2015.[56]
- Cadena nacional: Fue un programa donde se entrevistan personajes destacados, generalmente del mundo de la política por la periodista Victoria Walsh, fue estrenado el 21 de agosto de 2006 y anteriormente a cargo de Ignacio Franzani (2006-2010), Humberto Sichel (2010-2014), Francesco Gazella (2015-2016),[57][58] Freddy Stock (2016-2018) y Iván Guerrero (2018-2019).

#### Años 2020
- ¿Hagamos Un Piloto?: Late show que con los invitados y sus divertidas secciones, es presentado por Pato Pimienta.
- Días contados Programa donde analizará la actualidad nacional, es presentado por Carolina Urrejola junto a los periodistas Paula Walker y Juan Diego Montalva. Se emitió desde el 2 de mayo del 2021 hasta finales de diciembre del mismo año.
- Bayly: Programa de actualidad mundial bajo la mirada Político-social conducido por el peruano Jaime Bayly, siendo transmitido desde Miami, Estados Unidos.
- Tiempos Violentos: Fue un programa de actualidad política, en donde analiza los fenómenos marcados por la violencia que afectan la seguridad de los chilenos y conociendo a los protagonistas detrás de cada historia. Con la conducción de Eduardo de la Iglesia y Mauricio Daza.

### Actualidad
- Un Día X (Segunda Etapa): Programa en el que se repasan las principales efemérides del día relacionadas con la cultura popular, es presentado por Renata Ruiz y Elvira Cristi.
- Stock Disponible: Talk-show de entrevistas a personalidades del mundo de la política, es presentado por Freddy Stock. Se emitió desde 2018 hasta 2021, el programa regresó el 24 de julio del 2023.
- NOT News: El show de noticias más irreverente de la televisión chilena, que mezcla la actualidad con el humor, además de grandes invitados y los mejores panelistas, es presentado por Nicolás Larraín
- Todo Va A Estar Bien:  El late show más impredecible de la television chilena, invitados, entrevistas y entretención. Conducido Por Juan José Lavín, Comenzó a ser emitido desde el 11 de marzo del 2024.
- El precio es correcto: el primer programa de juegos más entretenido de la televisión chilena. Conducido por Leo Caprile

### Series de televisión
- Dance! La fuerza del corazón (2012).[59]
- El amor más grande (5 de agosto de 2013-7 de febrero de 2014).[60]
- Pasta (14 de octubre de 2013-2 de enero de 2014).[61]
- Bella solitaria (10 de marzo de 2014-1 de mayo de 2014).[62]
- Chicas de oficina (5 de mayo de 2014-10 de septiembre de 2014).[63]
- Te amo Lee Taly (20 de septiembre de 2014-13 de noviembre de 2014).[64]
- Amor musical (17 de noviembre de 2014-8 de enero de 2015).[65]
- Cásate conmigo (6 de abril de 2015-16 de julio de 2015).[66]
- El príncipe de la pasta (20 de julio de 2015-3 de diciembre de 2015).[67]

### Vía X Sports
- UFC Golpe a golpe: Presentado por Gonzalo Egas (2015).[6]
- The Ultimate Fighter: Latin America (2015).[68]
- The Ultimate Fighter: Latin America 2 (2015).[69]
- UFC Fight Night (2015).[70]

## Presentadores
Actuales
- Eduardo de la Iglesia
- Nicolás Larraín
- Mauricio Daza
- Freddy Stock

Anteriores
- Renata Ruiz.
- Annie Mellon
- Cony Stipicic
- Paloma Salas
- José Miguel Villouta
- Alfredo Lewin
- Verónica Calabi
- Víctor Aranda
- Jani Dueñas.
- Agustín Squella
- Patricio Fernández
- Pia Cichero
- Carolina Urrejola
- Álvaro Escobar
- Nicolás Copano
- Fabrizio Copano
- Marisela Santibáñez
- Nara Back
- Humberto Sichel
- Catalina Silva
- Millaray Viera
- Ignacio Franzani
- Fernando Lasalvia
- Monserrat Torrent
- Eduardo Cruz Jarvis.
- Juan José Gurruchaga.
- Ezequiel Campa.
- Jessica Abudinen
- Iván Guerrero
- Amparo Hernández
- Natalia Valdebenito
- Jennifer Boldt
- Magdalena Grant
- Nicole Pérez
- Valeria Ortega
- Catalina Vallejos
- Beno Espinoza
- Vito Martínez
- Gonzalo Frías
- César Muñoz
- Luis Aliste
- Hi Franny
- Carlyn Pérez Romero
- Heber Aliaga
- Manuel Alcaino
- Catalina Salazar
- Carlyn Romero
- Pato Pimienta
- Felipe Bianchi
- Pablo Mackenna
- Carolina Urrejola
- Jaime Bayly
- Paula Walker
- Juan Diego Montalva
- Daniela Forero-Ortiz
- Andrea Moletto
- Victoria Walsh